# لجنة الدولة للعمل مع المنظمات الدينية لجمهورية أذربيجان

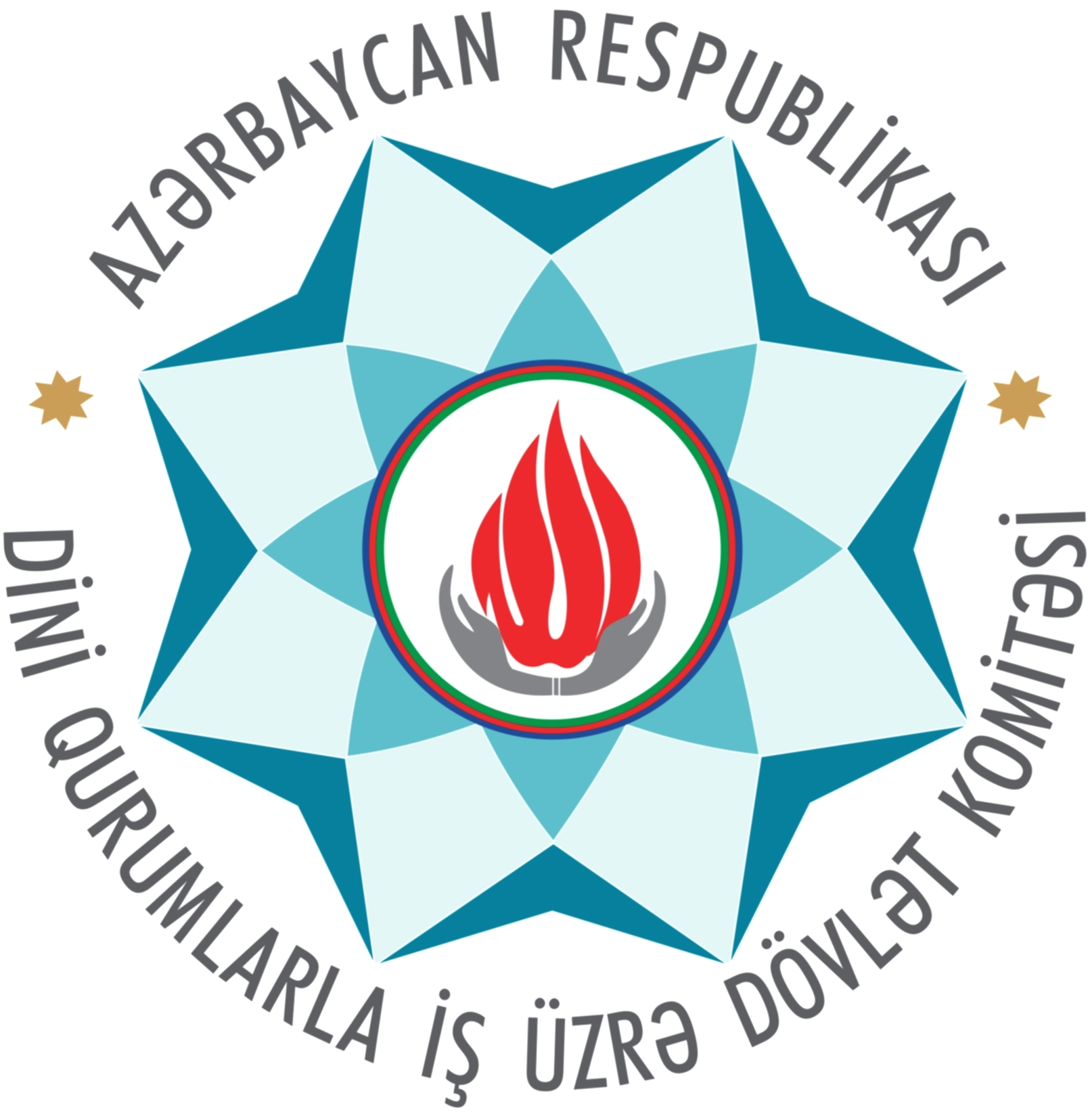
logo

لجنة الدولة للعمل مع المنظمات الدينية لجمهورية أذربيجان (بالأذرية:Azərbaycan Respublikası Dini Qurumlarla İş üzrə Dövlət Komitəsi) هي لجنة مسؤولة عن تنظيم أنشطة المنظمات الدينية وضمان حرية الدين في أذربيجان.
أسست لجنة الدولة للعمل مع الجمعيات الدينية لجمهورية أذربيجان بموجب المرسوم رقم 512 الصادر عن رئيس جمهورية أذربيجان بتاريخ 21 يونيو 2001. رئيس اللجنة موباريز جوربانلي(2014 - حتى الآن).

## وصلات خارجية
- scwra.gov.az